# Vinod Chopra Productions
Vinod Chopra Productions est une société cinématographique fondée par le réalisateur Vidhu Vinod Chopra. Les critiques louent souvent Vinod Chopra Productions pour ses films originaux et décalés.

## Filmographie
- 1976 : Murder at Monkey Hill
- 1978 : An Encounter with Faces
- 1981 : Sazaye Maut
- 1985 : Khamosh
- 1989 : Parinda
- 1994 : 1942: A Love Story
- 1998 : Kareeb
- 2000 : Mission Kashmir
- 2003 : Munna Bhai M.B.B.S.
- 2005 : Parineeta
- 2006 : Lage Raho Munna Bhai
- 2007 : Eklavya
- 2009 : 3 Idiots